# Magyar Királyi Honvédség (1922–1945)
A Magyar Királyi Honvédség (rövidítve m. kir. honvédség) a 20. századi Magyar Királyság szuverenitásáért felelős állami fegyveres erő volt a trianoni békeszerződés és a második világháború végén elszenvedett vereség közötti időszakban.

## Története

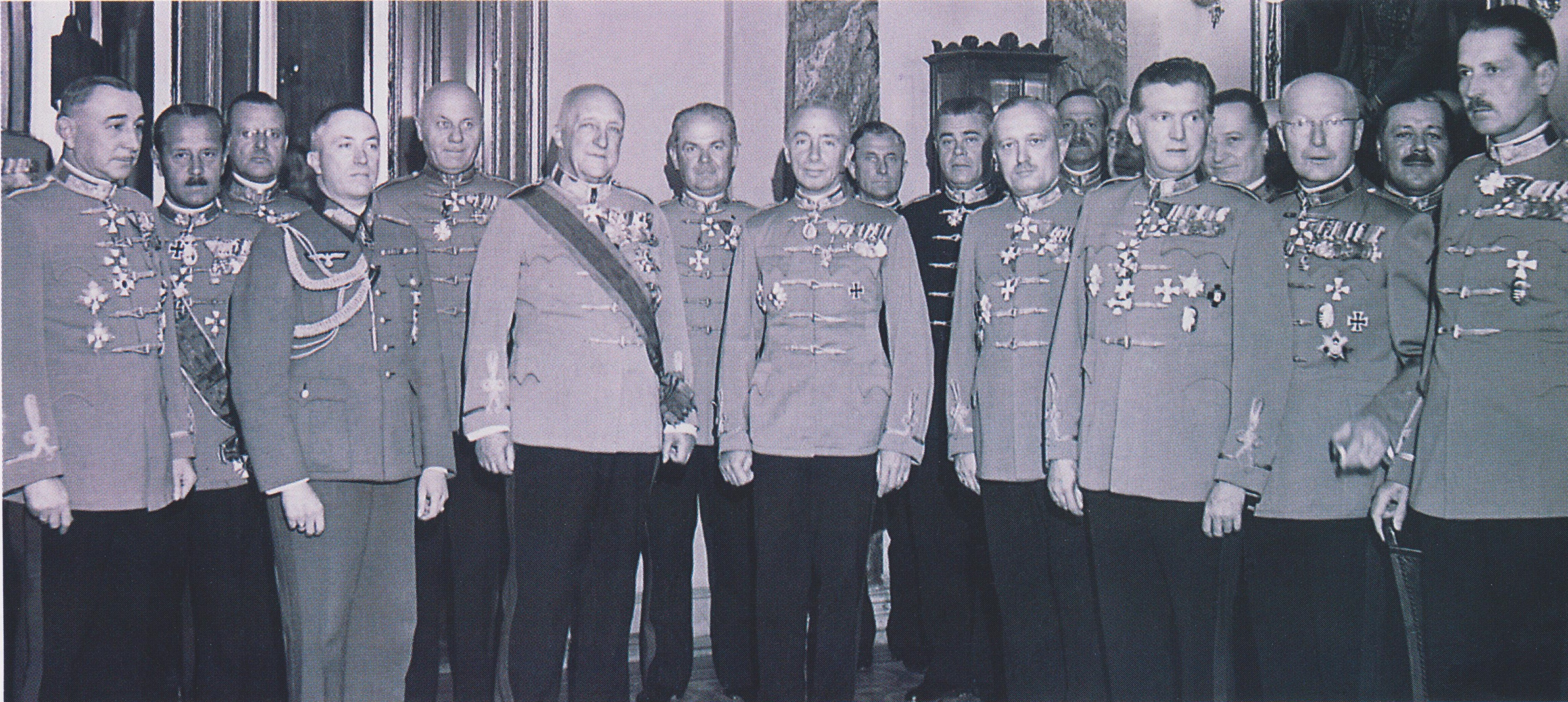
A tábornoki kar 1944-ben

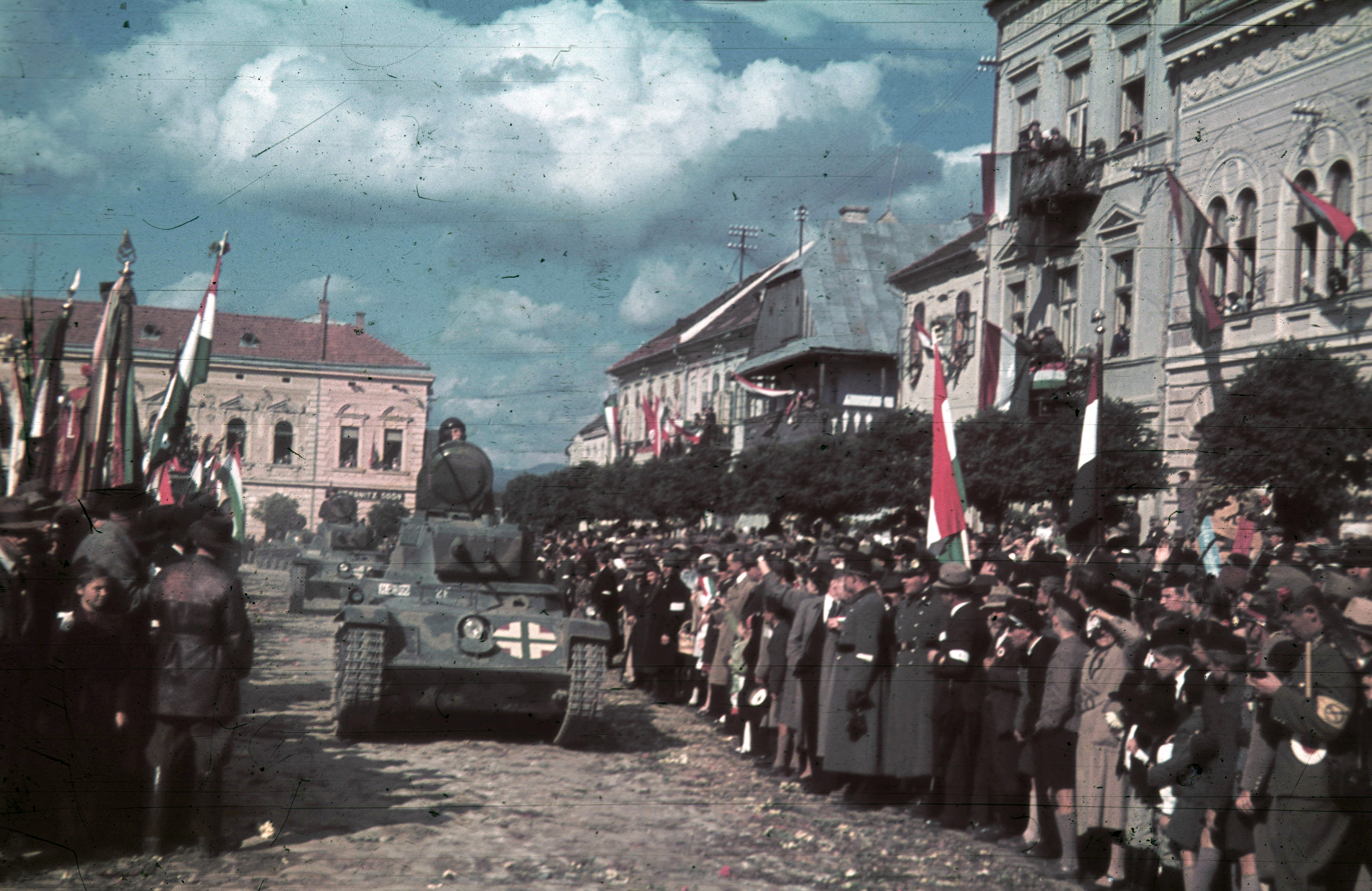

Elődje a Tanácsköztársaság bukását megelőzően 1919. június 6-án elrendelt és rá három nappal felállított Nemzeti Hadsereg, melyet a Forradalmi Kormányzótanács augusztus 1-jei lemondása után megszűnt Vörös Hadsereg mellett, helyett fokozatosan szerveztek át az ország egyedüli haderejévé.
A Nemzetgyűlés 1920. március 1-jén Horthy Miklóst választotta kormányzóvá. Felhatalmazták a kormányzót, hogy közvetlenül fenyegető veszély esetén a nemzetgyűlés utólagos hozzájárulása mellett elrendelheti a hadseregnek az ország határán kívüli alkalmazását. Megkezdődtek a munkálatok a Nemzeti Hadseregből kialakuló Magyar Királyi Honvédség szervezeti ügykörének tisztázására, feladati megfogalmazására. Április 1-jén a fővezérség megszűnt, a hadsereg vezetését a Honvéd Vezérkar vette át.
A trianoni békeszerződést követő diplomáciai huzavonákkal és a lefegyverzési program halogatása eredményeként 1922. január 4-től felállításra került az ország védelmére hivatott, önkéntesekből álló Magyar Királyi Honvédség, melyről az 1921. évi XLIX. törvénycikk rendelkezett. Tisztképző intézménye a Ludovika Akadémia lett.
A  békeszerződés katonai rendelkezései alapvetően biztosították a kisantant államok teljes katonai fölényét. Csak olyan hadsereg fenntartását engedélyezték Magyarországnak, mely nemcsak támadó hadműveletekre alkalmatlan, de az ország minimális védelmét sem volt képes ellátni. A békeokmány megszüntette az általános hadkötelezettséget, és csak önkéntes belépés és hadkiegészítés alapján álló, 35 ezer főt – ebből 1750 tiszt – meg nem haladó létszámú hadsereget engedélyezett. Ez a hadsereg csak a belső rend fenntartására és határrendőri szolgálatra volt hivatott. A szerződés megtiltotta minden, a háború előkészítésére és vezetésére hivatott szerv (vezérkar) létrehozását és fenntartását, ezzel kapcsolatos intézkedések megtételét. A szerződésben foglaltak betartását a Szövetséges Katonai Ellenőrző Bizottság ellenőrizte. A gazdasági helyzet sem tette lehetővé a hadsereg fejlesztését. 1927. december 23-án viszont határozat született a hadsereg három lépcsős fejlesztéséről. Az 1929–33-as nagy gazdasági világválság a fejlesztések megtorpanását okozta.

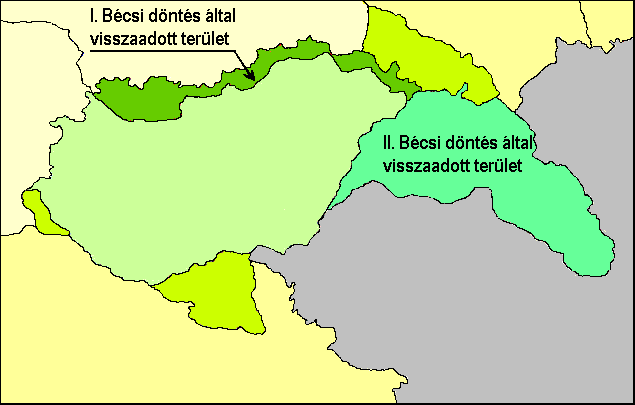
A bécsi döntések révén visszacsatolt területek, melyek ismét a magyar haderő fennhatósága alá kerültek

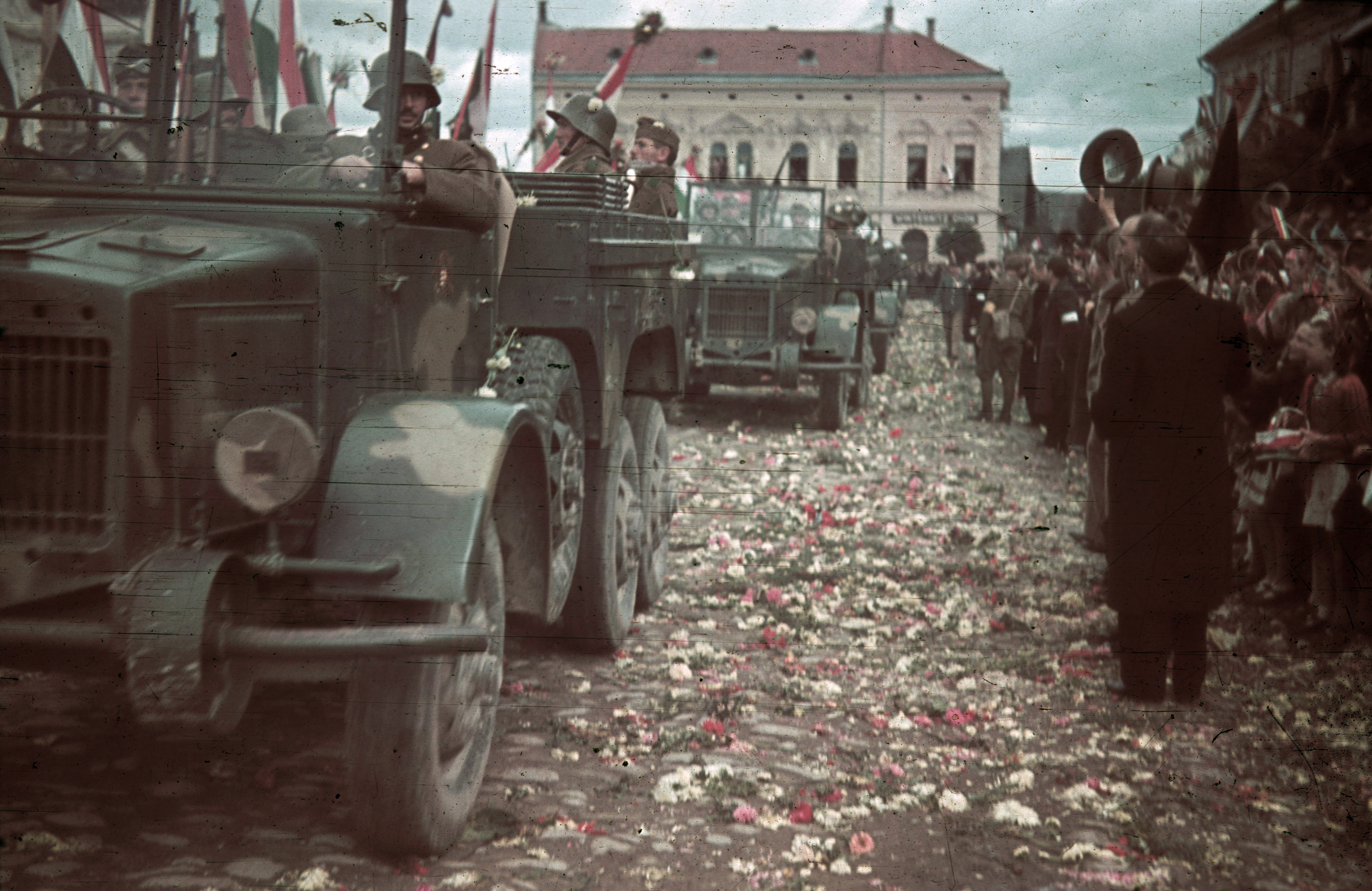

1938-ra a tengelyhatalmak erősödésével Magyarország számára lehetőséget nyílt a fegyverkezési egyenjogúságra (bledi egyezmény). Horthy a magyar területi revízió politikáját támogató két országgal, először a fasiszta Olaszországgal, majd a legfontosabb gazdasági partner náci Németországgal kereste az együttműködést. Az első, majd a második bécsi döntés értelmében újdonsült haderejével az engedélyezett területet bírtokba vette. Ebből kifolyólag a szintén új államként megjelentő Szlovákiával rövid katonai konfliktusba keveredett.
A szomszédos országokkal szembeni folyamatos fegyverkezési lépéshátrányt az 1938-as győri program volt hivatott csökkenteni, de azt a nagyarányú beszerzések ellenére a második világháborúba történt belépésig nem sikerült maradéktalanul ledolgozni. A kiképzésében korszerű, de eszközállományában alapvetően elavult haderő a háború során többszöri átszervezés ellenére is csak nehezen tudott megfelelni az ország vezetése katonai törekvéseinek. A német megszállás és a szovjet túlerő végül megpecsételte a haderő sorsát, mely 1945 áprilisára gyakorlatilag megszűnt létezni. Egészében véve a Magyar Királyi Honvédséget a túlzott mennyiségi fejlesztés és a gyenge technikai felszereltség jellemezte, mely utóbbi megközelítőleg sem állt arányban a katonapolitikai célkitűzésekkel.

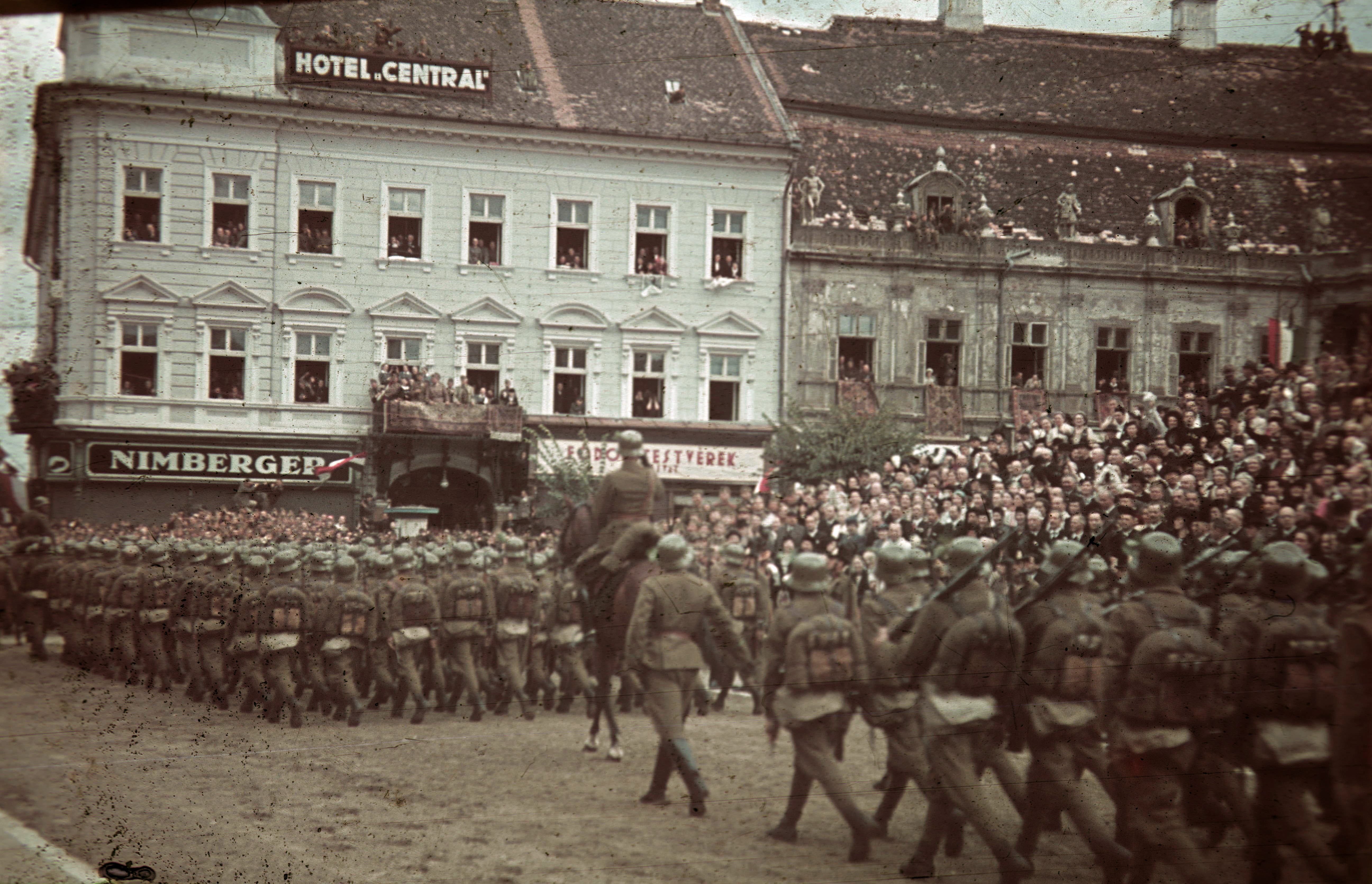

A gyengén felszerelt magyar csapatok hatalmas emberáldozatot hoztak a keleti fronton, majd 1943 januárjában a Magyar 2. hadsereg megsemmisítő vereséget szenvedett a Don folyó partján. A II. világháborúnak Magyarországon a harcok folyamán mintegy félmillió polgári és katonai áldozata volt (a II. vh-ban közel 1 millió magyar halt meg a holokauszt áldozataival együtt).
A királyi honvédség megmaradt személyi és technikai állományából újraszervezett demokratikus szervezet, a Magyar Honvédség 1948-ban állt fel az 1947-es párizsi békeszerződés ratifikálása után, majd három évvel később, 1951-től nevet változtatva és immár szovjet mintára újjászervezve és -fegyverezve Magyar Néphadseregként látta el a korábbi feladatot. Ez a szervezet többszöri átszervezéssel 1990-ig megmaradt, majd ismét Magyar Honvédség névvel napjainkban is aktív.

## Haderend

### 1941. áprilisában
- M. kir. Honvédelmi Miniszter: vitéz dálnokfalvi Bartha Károly szkv. (szolgálaton kívüli) vezérezredes[6]
  - Szárnysegéd: ilenczfalvi Sárkány Jenő vk. (vezérkari) ezredes
  - Elnökség: v. ebesfalvi Lengyel Béla vk. ezredes
  - Elnöki osztály: Perlaky Mihály alezredes
  - A Honv. Miniszter helyettese: bobai Győrffy-Bengyel Sándor altábornagy
  - Földi főcsoportfőnök: Schindler Szilárd altábornagy
  - I. csoportfőnök: v. Náday István altábornagy (8 osztállyal)
  - III. csoportfőnök: Ruszkiczay-Rüdiger Imre vezérőrnagy (6 osztállyal)
  - Légügyi csoportfőnök: v. Littay András vezérezredes (5 osztállyal)
  - A m. kir. Honvédvezérkar főnöke: Werth Henrik vezérezredes (8 osztállyal)
  - Szárnysegéd: Hardy Kálmán vk. ezredes
  - Hadműveleti csoportfőnök: v. László Dezső vk. ezredes (5 osztállyal)
  - Kiképzési csoportfőnök: v. Horváth Sándor vezérőrnagy (3 osztállyal)
  - A katonai kabinetiroda főnöke és főhadsegéd: v. Keresztes-Fisher Lajos vezérezredes
  - A kabinetiroda főnökének helyettese: sárbogárdi Mészöly Elek vk. alezredes
  - 1. szárnysegéd: v. békei Koós Miklós vezérőrnagy
  - A testőrség parancsnoka: v. csiktaplóczai Náray Antal ezredes
  - A legfelsőbb Honv. Tanács vezértitkára: v. náray Náray Antal vk. ezredes

### A három hadsereg
1940. március 1-jén  a hadrendben 3 hadsereg-parancsnokság került felállításra:
- 1. Szolnok (később Kolozsvár): a debreceni VI., a kassai VIII. és a kolozsvári IX. hadtestből,
- 2. Budapest: a budapesti I., a székesfehérvári II. és a miskolci VII. hadtestből,
- 3. Pécs: a szombathelyi III., a pécsi IV. és a szegedi V. hadtestből.

Az egyes hadseregek hadrendjét lásd a hadseregek szócikkeiben: 1. magyar hadsereg; Magyar 2. hadsereg; 3. magyar hadsereg.
A megalakult három hadsereg egyike sem került eredeti szervezetében bevetésre. A megalakult hadtestekben a rövid idő alatt nem sikerült jelentős mennyiségi fejlesztést végrehajtani, ezért megmaradt a két gyalogezredes kialakítás. Ezt a formációt 1942. február 12-től kis átalakítással könnyű hadosztálynak (rövidítve: k. ho.) keresztelték. Az állományukba olyan ezredközvetlen alosztályok is bekerültek, amelyek eddig a gyalogdandárok hadrendjében nem szerepeltek, nevezetesen: egy-egy kerékpáros- és huszárszakasz, illetve egy kísérő könnyűágyús üteg.
A vezérkar, illetve a Honvédelmi Minisztérium közvetlen alárendeltségébe tartoztak ekkor még a következő szervezeti egységek:

### Gyorshadtest (Budapest)
Parancsnok: v. dálnoki Miklós Béla vezérőrnagy
- Vezérkari főnök: Zsedényi Zoltán vk. alezredes
- Tüzérségi pk.: Ternegg Kálmán vezérőrnagy
  - 1. gépkocsizó dandár (Budapest): v. Major Jenő vezérőrnagy
  - 2. gépkocsizó dandár (Munkács): v. Vörös János vk. ezredes
  - 1. lovasdandár (Nyíregyháza): v. Vattay Antal vk. ezredes
  - 2. lovasdandár (Kecskemét): dálnoki Veress Lajos vezérőrnagy
  - 441. hegyidandár (Máramarossziget): Felkl Jenő vezérőrnagy

### Légierők
Főparancsnoka: v. Kenese Waldemár altábornagy
- Vezérkari főnök: v. Vörös Géza vk. ezredes
- A Légierők főparancsnokához beosztott tábornok: v. Justy Emil vezérőrnagy; Bisza Ferenc ezredes
  - 1. repülődandár (Budapest): v. Bánfalvy István vk. ezredes;
  - Vezérkari főnök: András Sándor vk. alezredes
  - 1. vadászrepülő-ezred (Mátyásföld): Schwanger János alezredes
  - 2. vadászrepülő-ezred (Kecskemét): Eperjesy József alezredes
  - 3. bombázó-ezred (Tapolca): v. ippi és érkeserüi Fráter Tibor alezredes
  - 4. bombázó-ezred (Szombathely): ditrói Orosz Béla alezredes
  - 5. közelfelderítő-ezred ( ? ): Csicsery Gyula alezredes
  - 1. önálló távolfelderítő osztály (Kecskemét): Keksz Edgár alezredes
  - 1. ejtőernyős zászlóalj (Pápa): Bertalan Árpád őrnagy

A Fővezérség alá tartoztak még közvetlenül számos tüzérosztály, vasútépítő, híradó ezredek, hidász, vegyiharc zászlóaljak, folyamerő dandár, a fényszóró iskola, továbbá Budapest főváros katonai parancsnoksága, valamint a katonai tanintézetek és egyéb katonai intézmények.

## Felső parancsnokság

### Legfőbb Hadúr
| # | Portré | Név                                                               | Hivatal kezdete   | Hivatal vége      | Tisztsége                                                                                  | Párt      | Párt |
| - | ------ | ----------------------------------------------------------------- | ----------------- | ----------------- | ------------------------------------------------------------------------------------------ | --------- | ---- |
| 1 |        | őfőméltósága vitéz nagybányai Horthy Miklós kormányzó (1868–1957) | 1920. március 1.  | 1944. október 16. | - A Magyar Királyság kormányzója (1920–1944)                                               | független |      |
| 2 |        | Szálasi Ferenc nemzetvezető (1897–1946)                           | 1944. október 16. | 1945. május 7.    | - Magyarország nemzetvezetője (1944–1945) - A Magyar Királyság miniszterelnöke (1944–1945) | NYKP      |      |

### Főparancsnokok
| # | Portré | Név                                                       | Hivatal kezdete     | Hivatal vége        | Párt      | Párt | Legfőbb Hadúr  |
| - | ------ | --------------------------------------------------------- | ------------------- | ------------------- | --------- | ---- | -------------- |
| 1 |        | vitéz Nagy Pál gyalogsági tábornok (1864-1927)            | 1922. január 4.     | 1925. október 27.   | független |      | Horthy Miklós  |
| 2 |        | vitéz bulcsi Janky Kocsárd lovassági tábornok (1868–1954) | 1925. október 27.   | 1930. május 26.     | független |      | Horthy Miklós  |
| 3 |        | vitéz Kárpáthy Kamilló vezérezredes (1876–1952)           | 1930. május 26.     | 1935. január 16.    | független |      | Horthy Miklós  |
| 4 |        | vitéz Svoy István gyalogsági tábornok (1876–1949)         | 1935. január 16.    | 1936. szeptember 5. | független |      | Horthy Miklós  |
| 5 |        | vitéz Sónyi Hugó gyalogsági tábornok (1883–1958)          | 1936. szeptember 5. | 1940. március 3.    | független |      | Horthy Miklós  |
| 6 |        | Beregfy Károly vezérezredes (1888–1946)                   | 1944. december 20.  | 1945. május 1.      | NYKP      |      | Szálasi Ferenc |

### Vezérkari főnökök
| #  | Portré | Vezérkari főnök                                           | Hivatal kezdete      | Hivatal vége         | Párt      | Párt |
| -- | ------ | --------------------------------------------------------- | -------------------- | -------------------- | --------- | ---- |
| 1  |        | vitéz ruszkini Lorx Győző tábornok                        | 1922. január 4       | 1922. június 29.     | Független |      |
| 2  |        | vitéz bulcsi Janky Kocsárd lovassági tábornok (1868–1954) | 1922. június 29.     | 1930. május 26.      | Független |      |
| 3  |        | Rőder Vilmos gyalogsági tábornok                          | 1930. május 26.      | 1935. január 16.     | Független |      |
| 4  |        | Somkuthy József altábornagy                               | 1935. január 16.     | 1936. szeptember 5.  | Független |      |
| 5  |        | vitéz nagylaki Rátz Jenő altábornagy                      | 1936. szeptember 5.  | 1938. május 24.      | Független |      |
| 6  |        | vitéz Keresztes-Fischer Lajos altábornagy                 | 1938. május 24.      | 1938. szeptember 29. | Független |      |
| 7  |        | Werth Henrik vezérezredes                                 | 1938. szeptember 29. | 1941. szeptember 4.  | Független |      |
| 8  |        | vitéz Szombathelyi Ferenc vezérezredes                    | 1941. szeptember 6.  | 1944. április 19.    | Független |      |
| 9  |        | Vörös János vezérezredes                                  | 1944. május 10.      | 1944. október 16.    | Független |      |
| 10 |        | Beregfy Károly vezérezredes                               | 1944. október 16.    | 1945. április 30.    | NYKP      |      |

## A Királyi Honvédséget szabályozó fontosabb jogszabályok
Honvédelmi törvények
- 1921. évi XLIX. törvénycikk a m. kir. honvédségről
- 1939. évi II. törvénycikk a honvédelemről
  - 1942. évi XIV. törvénycikk a honvédelemről szóló 1939. évi II. törvénycikk, valamint az 1914–1918. évi világháború tűzharcosai érdemeinek elismeréséről szóló 1938. évi IV. törvénycikk módosításáról és kiegészítéséről

A szervezet állományának jogállásairól
- Lásd az 1942. évi XIV. tv-t (zsidók esetében 3–5. §-ok)

A sorkatonai szolgálatról
A szervezet létszámáról